# Rensselaer County
Rensselaer County je okres ve státě New York ve Spojených státech amerických. K roku 2010 zde žilo 163 129 obyvatel. Správním městem okresu je Troy. Celková rozloha okresu činí 1 722 km².